# Le Rousset-Marizy
Le Rousset-Marizy est une commune française située dans le département de Saône-et-Loire, en région Bourgogne-Franche-Comté.
Elle résulte de la fusion des communes de Marizy et du Rousset le 1er janvier 2016.

## Géographie

### Climat
Pour des articles plus généraux, voir Climat de la Bourgogne-Franche-Comté et Climat de Saône-et-Loire.
En 2010, le climat de la commune est de type climat océanique dégradé des plaines du Centre et du Nord, selon une étude du Centre national de la recherche scientifique s'appuyant sur une série de données couvrant la période 1971-2000. En 2020, Météo-France publie une typologie des climats de la France métropolitaine dans laquelle la commune est exposée à un climat océanique altéré et est dans la région climatique Centre et contreforts nord du Massif Central, caractérisée par un air sec en été et un bon ensoleillement.
Pour la période 1971-2000, la température annuelle moyenne est de 10,4 °C, avec une amplitude thermique annuelle de 17 °C. Le cumul annuel moyen de précipitations est de 871 mm, avec 12,3 jours de précipitations en janvier et 7,8 jours en juillet. Pour la période 1991-2020, la température moyenne annuelle observée sur la station météorologique de Météo-France la plus proche, « La Guiche », sur la commune de La Guiche à 4 km à vol d'oiseau, est de 10,9 °C et le cumul annuel moyen de précipitations est de 963,4 mm. 
La température maximale relevée sur cette station est de 39,3 °C, atteinte le 25 juillet 2019 ; la température minimale est de −19,5 °C, atteinte le 16 janvier 1985,,.
Les paramètres climatiques de la commune ont été estimés pour le milieu du siècle (2041-2070) selon différents scénarios d'émission de gaz à effet de serre à partir des nouvelles projections climatiques de référence DRIAS-2020. Ils sont consultables sur un site dédié publié par Météo-France en novembre 2022.

## Urbanisme

### Typologie
Au 1er janvier 2024, Le Rousset-Marizy est catégorisée commune rurale à habitat très dispersé, selon la nouvelle grille communale de densité à sept niveaux définie par l'Insee en 2022.
Elle est située hors unité urbaine. Par ailleurs la commune fait partie de l'aire d'attraction de Montceau-les-Mines, dont elle est une commune de la couronne,. Cette aire, qui regroupe 22 communes, est catégorisée dans les aires de 50 000 à moins de 200 000 habitants,.

## Histoire
Le Rousset-Marizy naît par un arrêté préfectoral du 21 décembre 2015 la création de la commune nouvelle au 1er janvier 2016 par fusion des communes de Marizy et du Rousset qui deviennent toutes deux des communes déléguées.

## Politique et administration
| Période                                  | Période  | Identité     | Étiquette | Qualité |
| ---------------------------------------- | -------- | ------------ | --------- | ------- |
| 1er janvier 2016                         | en cours | Emmanuel Rey |           |         |
| Les données manquantes sont à compléter. |          |              |           |         |

| Nom            | Code Insee | Intercommunalité      | Superficie (km2) | Population (dernière pop. légale) | Densité (hab./km2) |
| -------------- | ---------- | --------------------- | ---------------- | --------------------------------- | ------------------ |
| Marizy (siège) | 71279      | CC du Grand Charolais | 30,75            | 443 (2014)                        | 14                 |
| Le Rousset     | 71375      | CC du Grand Charolais | 24,74            | 249 (2014)                        | 10                 |

## Culture locale et patrimoine

### Lieux et monuments
Est à voir sur le territoire de la commune : 
- la chapelle de Saint-Quentin du Rousset, édifice roman du XIIe siècle dont la nef et le chevet semi-circulaire sont couverts de laves (construction protégée au titre des monuments historiques par inscription en date du 8 avril 1971)[13] ;
- le moulin du Rousset, ancienne propriété du marquis de la Guiche, moulin à eau (agrandi en 1872, pour se déployer sur quatre niveaux) disposant d'une roue de 6 mètres de diamètre mettant en mouvement une meule de pierre de 1,50 m de diamètre (l’eau provient d’un lac de 55 hectares par un bief de 400 mètres, au-dessus de la roue à l’intérieur du moulin : 6,50 mètres de chute).

## Pour approfondir